# Tulak
Tulak är ett distrikt i Afghanistan. Det ligger i provinsen Ghor, i den centrala delen av landet, 500 kilometer väster om huvudstaden Kabul.
Distriktet beräknades år 2022 ha cirka 60 000 invånare.